# Eugene Rabinowitch
Eugene I. Rabinowitch (geboren 27. April 1901 in Sankt Petersburg, Russisches Kaiserreich; gestorben 15. Mai 1973 in Washington, D.C.) war ein US-amerikanischer Biophysiker russischer Herkunft. Seine Eltern Isaac und Zinaida Rabinowitch (geb. Weinlud) waren Juden und kamen 1921 nach Berlin. 
Seit dem 12. März 1932 war er mit Anya Mejerson verheiratet. Das Paar hatte zwei Kinder, die Zwillinge Alexander und Victor (* 30. August 1934).

## Leben und Werk
Rabinowitch studierte in Berlin Chemie und wurde 1926 promoviert. Nachdem er einige Zeit am Kaiser-Wilhelm-Institut gearbeitet hatte, wechselte er an die Universität Göttingen, wo er bei James Franck arbeitete. Er war Mitglied des Berliner Dichterclubs. Durch die nationalsozialistischen Gesetze gegen Juden und Oppositionelle von 1933 verlor Rabinowitch seine Stelle und ging nach Kopenhagen zu Niels Bohr. Danach war er von 1934 bis 1938 in Großbritannien. 1938 ging er in die USA. Von 1939 bis 1944 war er am Cabot Solar Energy Research Projekt am MIT beteiligt. 1944 wurde er Abteilungsleiter des Metallurgischen Labors, der Forschungszentrale für das Manhattan-Projekt. James Franck war dessen Leiter.
Zusammen mit weiteren leitenden Mitarbeiten des Labors wie Leó Szilárd verfasste Rabinowitch den sogenannten Franck-Report, der sich gegen den Einsatz der Atombombe aussprach. Nach dem Krieg gründete er zusammen mit Hyman Goldsmith das Bulletin of the Atomic Scientists, das sich kritisch mit der Atompolitik auseinandersetzt. Für 20 Jahre war Rabinowitch dort leitender Redakteur.
Seine wissenschaftliche Karriere setzte er an der Universität von Illinois fort. Dort arbeitete er an der Erforschung der Photosynthese. 1968 beendete er seine Laufbahn dort und arbeitete wieder an der State University of New York in Albany als Professor für Botanik und Chemie.
Er war auch politisch aktiv. Seit 1957 war er Mitglied des International Continuing Committee of Pugwash und von 1969 bis 1970 ihr Präsident.
1953 wurde Rabinowitch in die American Academy of Arts and Sciences gewählt. 1965 erhielt er den Kalinga-Preis für die Popularisierung der Wissenschaft.

## Bücher (Auswahl)
- Eugene Rabinowitch und Joseph J. Katz: Chemistry of Uranium, McGraw-Hill, 1951
- Eugene Rabinowitch: Dawn of a New Age, Univ. Chicago Press, 1963, ISBN 0226701751
- Eugene Rabinowitch: Photosynthesis, Wiley, Oktober 1969, ISBN 0471704245
- Victor und Eugene Rabinowitch: Views on Science, Technology and Development, Elsevier, 1975, ISBN 0080182410